# Porte du marché de Milet
La porte du marché de Milet est un monument romain en marbre de l'ancienne cité grecque de Milet, en Asie Mineure, reconstitué et exposé au musée de Pergame, à Berlin. Le bâtiment a été construit à Milet au IIe siècle et détruit par des tremblements de terre, au Xe ou XIe siècle. Le site a été fouillé au début des années 1900 par les archéologues allemands Theodor Wiegand et Hubert Knackfuß. Seuls des fragments avaient survécu et la reconstitution impliquait un apport important de nouveaux matériaux, une pratique qui a suscité des critiques. La porte a été endommagée pendant la Seconde Guerre mondiale, puis restaurée dans les années 1950. D'autres travaux de restauration ont eu lieu de 2003 à 2008.

## Description
La porte de marbre mesure environ 30 m de large, 16 m de haut et 5 m de profondeur. La structure est une triple porte monumentale disposée sur deux étages, avec des projections et des niches. Au niveau du toit et entre les étages, des frises sont ornées de reliefs de taureaux et de fleurs. Les frontons saillants de la structure sont soutenus par des colonnes corinthiennes et composites. La porte n’est pas entièrement d'origine, peu d'éléments de la base et de l’étage inférieur ayant survécu. Les éléments de substitution sont en brique, ciment et acier ; la porte est soutenue par des poutres de fer scellées dans le mur de soutien situé en arrière.
Sur place, à Milet, des statues d’empereurs, certains combattant des barbares, figuraient au deuxième étage.

## Histoire

### Milet

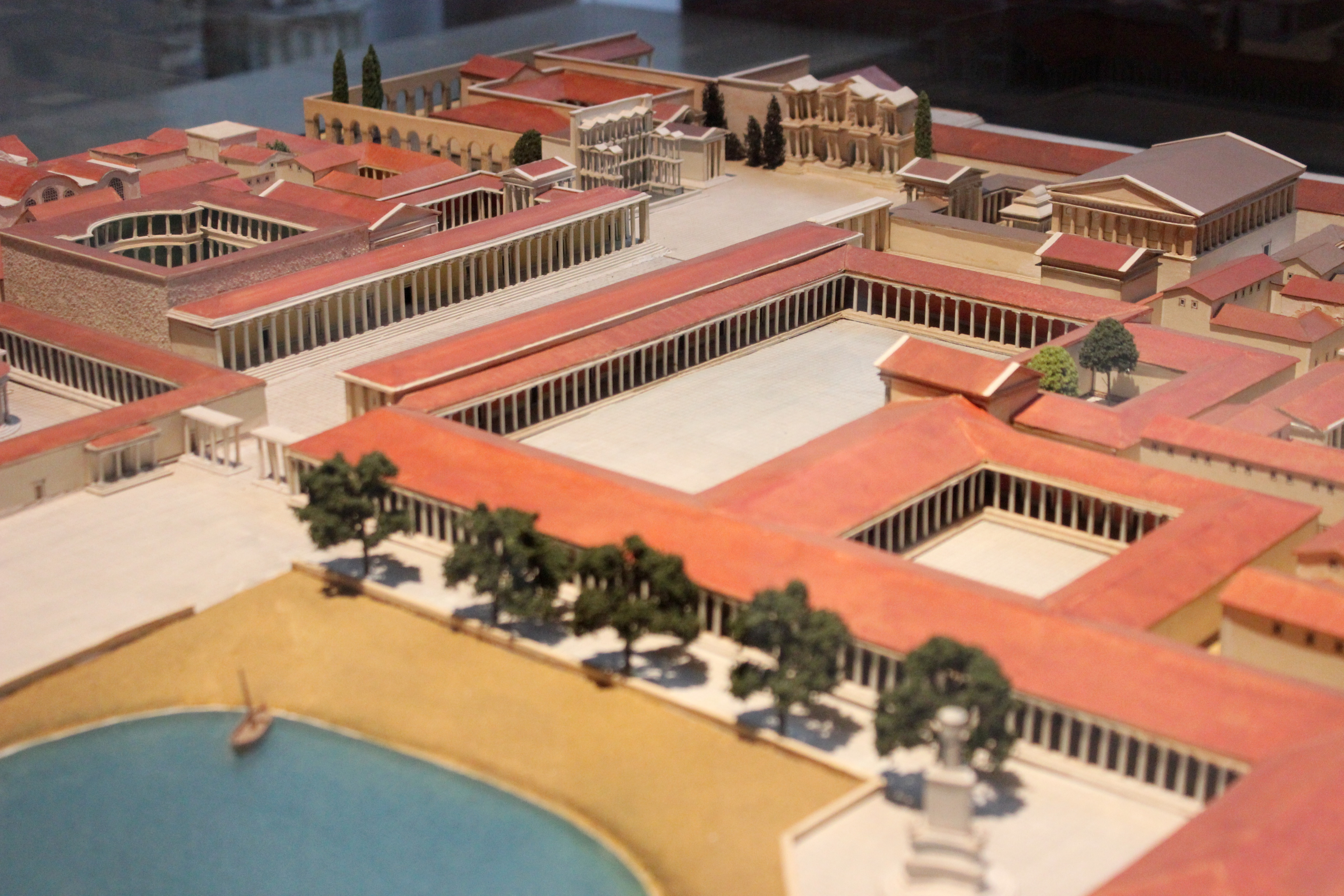
Maquette de Milet au musée de Pergame, montrant la porte du marché, au fond.

La porte a été construite au IIe siècle, probablement sous le règne de l'empereur Hadrien, entre 120 et 130,. Elle a remplacé un propylée dorique préexistant et servait d’entrée nord au marché ou agora du sud. Elle a été réparée au IIIe siècle après un tremblement de terre. Lorsque Justinien renforça les défenses de Milet en 538, la porte fut incorporée aux murs de la ville. Au Xe ou XIe siècle, un nouveau tremblement de terre a provoqué l'effondrement de la porte. Des fragments de la structure ont été récupérés et utilisés dans les bâtiments environnants, mais la plupart se sont enfoncés dans le sol.

### Fouilles et reconstruction

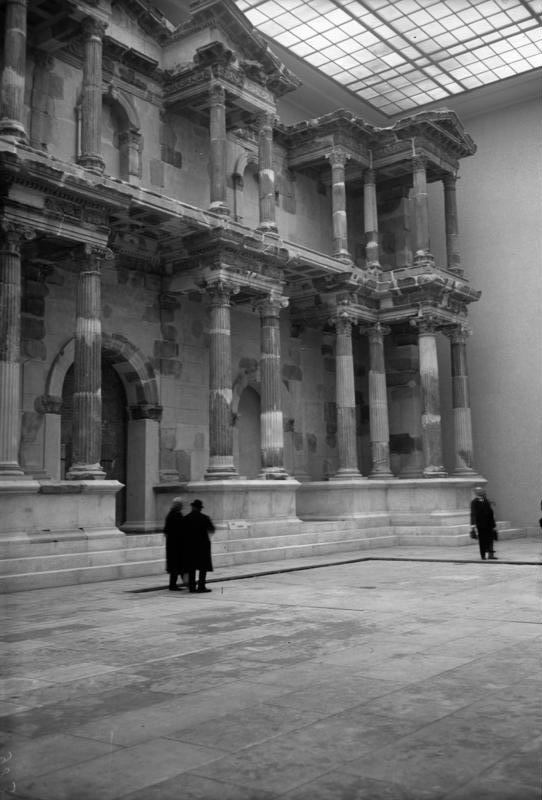
La porte après le remontage, en 1926. Les différences de couleurs montrent les éléments restaurés.

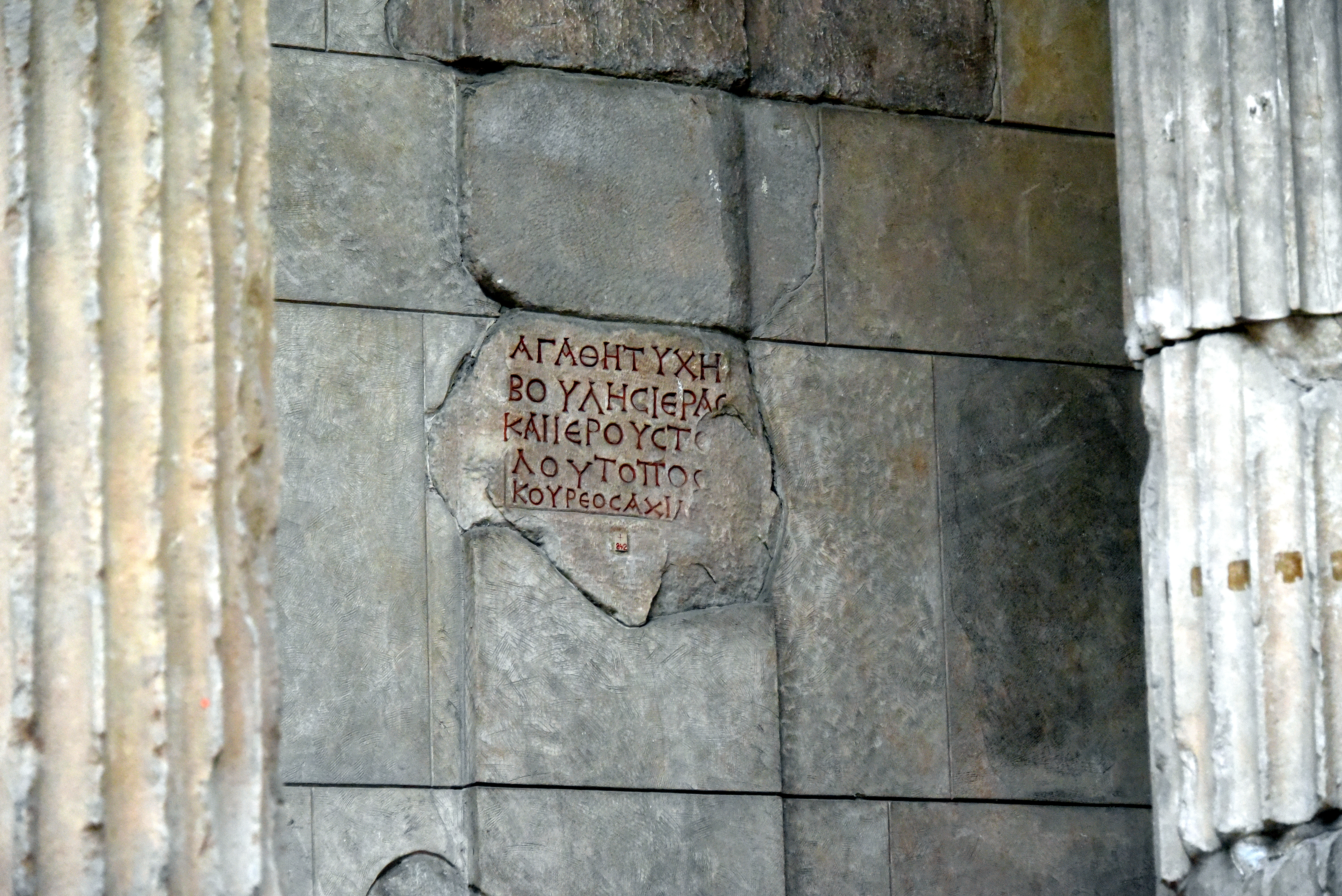
Inscription grecque originale sur le mur du fond de la porte du marché de Milet. ΑΓΑΘΗ ΤΥΧΗ ΒΟΥΛΗΣ ΙΕΡΑΣ ΚΑΙ ΙΕΡΟΥ ΣΤΟΛΟΥ ΤΟΠΟΣ ΚΟΥΡΕΩΣ ΑΧΙΛΛΕΩΣ : « Pour la bonne fortune du sénat sacré et de la flotte sacrée ! C'est ici l'emplacement du barbier Achille. »

L'archéologue allemand Theodor Wiegand a mené plusieurs campagnes de fouilles à Milet de 1899 à 1911. En 1903, la porte du marché de Milet a été fouillée de 1907 à 1908 et les fragments de la porte ont été transportés à Berlin. Dans ses archives, Wiegand rapporte avoir présenté plusieurs modèles à l'empereur Guillaume II, tellement impressionné qu'il ordonna la reconstitution de la porte monumentale « comme une toile de fond de théâtre » au musée de Pergame.
De 1925 à 1929, la porte a été réassemblée dans le musée récemment agrandi, à partir de plus de 750 tonnes de fragments. Cependant, les fragments ne constituaient pas la totalité de la porte et une importante quantité de matériaux de remplissage dut être utilisée pour la reconstruction, qui a commencé par l'assemblage de l'entablement du rez-de-chaussée et le placement des colonnes du deuxième étage, suivis de la reconstruction des frontons. La base et le rez-de-chaussée ont ensuite été insérés au-dessous. La brique et le ciment renforcés d'acier ont complété les quelques vestiges de la structure inférieure. Les fragments de colonnes originaux ont été creusés, laissant une épaisseur de 3 à 4 cm et remplis d’acier et de mortier. Dans les années 1920 et 1930, le musée a été critiqué pour avoir décrit ses monuments comme des originaux, alors qu’ils étaient constitués pour une bonne part de matériaux de substitution.

## Depuis la Seconde Guerre mondiale
La porte a subi des dommages importants lors des bombardements aériens de la Seconde Guerre mondiale. Le toit et la verrière ont été détruits, ainsi que le mur de brique de protection. L'aile droite s'est effondrée et la structure a été endommagée par le feu et les éclats d'obus ; la perte du mur de brique a également exposé la porte aux intempéries pendant deux ans. Pour l’hiver, un toit temporaire a été établi.
De 1952 à 1954, la structure a été largement restaurée sous la supervision de l'archéologue H. H. Völker. Cependant, il existe peu de documentation détaillant le travail accompli à cette époque.

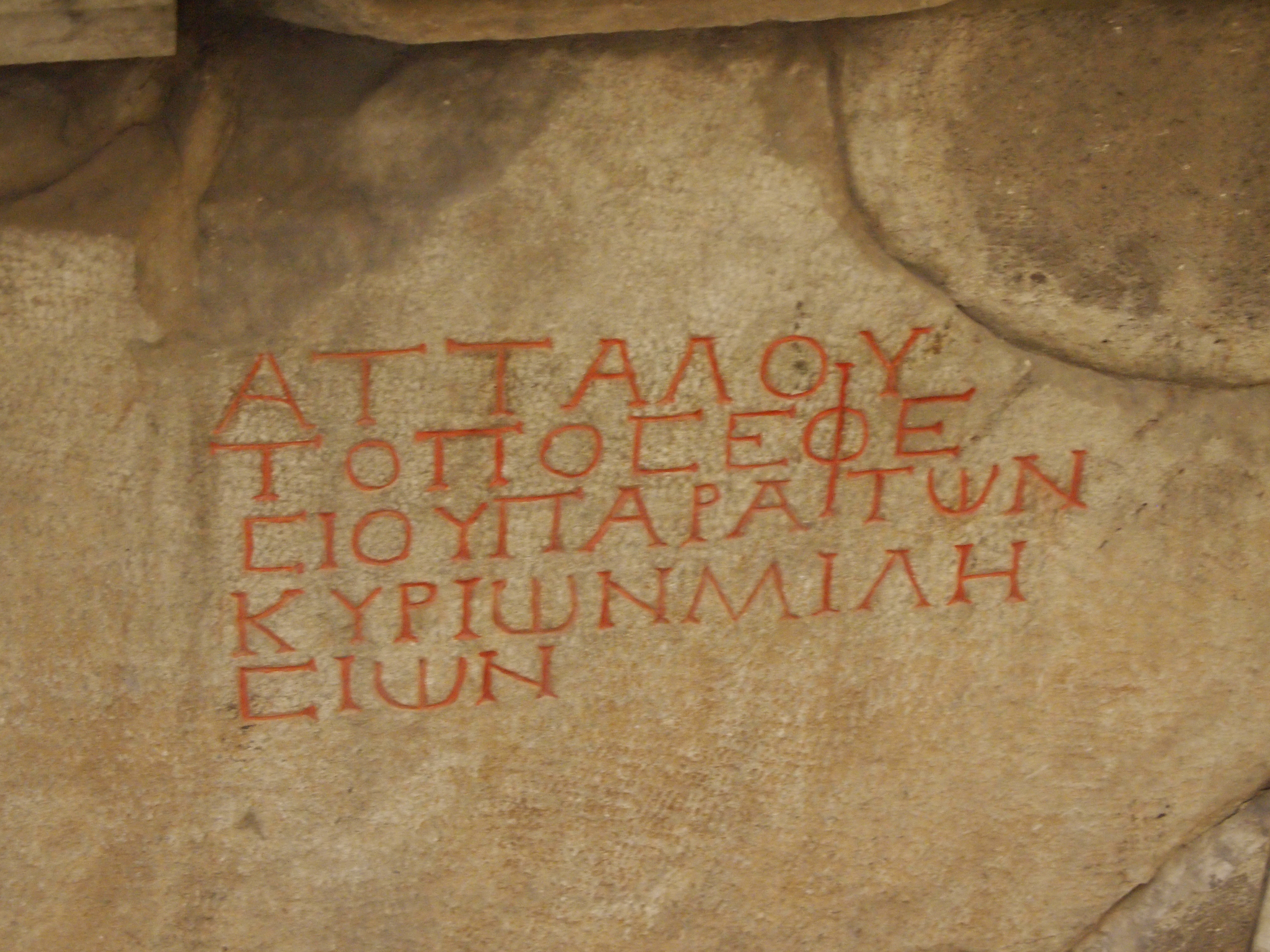
Inscription : ATTALOΥ TOΠOΣ EFEΣIOΥ ΠAΡA TΩN KΥPIΩN MIΛΗΣIΩN « Emplacement attribué à Attale d'Éphèse par les édiles de Milet. »

D'autres travaux de restauration majeurs ont eu lieu dans la première décennie des années 2000. La porte s'était détériorée à cause d'une combinaison d'effets atmosphériques intérieurs et de matériaux de construction incompatibles. Des fragments se sont détachés et sont tombés spontanément, nécessitant l'ajout d'une protection. L'ensemble a fait l'objet d'une documentation avant la restauration, de 2003 à 2004, comprenant des modèles photogrammétriques en raison de la complexité architecturale du  monument,. En décembre 2005, des échafaudages ont été établis autour de la structure, avec un écran transparent à l’extérieur. L'échafaudage et la couverture ont été retirés fin 2008.